# Henry V. Esmond
Henry Vernon Esmond, rojen Jack Esmond, angleški igralec in dramatik, * 1869, † 17. april 1922.
Svojo kariero je začel kot igralec leta 1889 v Londonu, kjer je imel nekatere uspešne projekte na področju komedije. V svojih zgodnjih dvajsetih letih je začel pisati igre, večinoma komedije. Njegove igre so postale zelo priljubljene in so bile takratnemu občinstvu obenem tudi zelo mondene s svojimi temami srčne romantike. Veliko teh iger so uprizorili na odru in pogosto je nastopal v njih kar sam. Na odru se mu je često pridružila žena Eva Moore, s katero je pogosto hodil na turneje.
Njegove igre so na pozitiven odziv naletele tudi onkraj luže, v ZDA. Tam so med letoma 1899 in 1907 devet njegovih iger uprizorili na Broadwayu. Za svojo naslednjo broadwaysko predstavo, naslovljeno Eliza Comes to Stay, je Esmond celo pripotoval v New York, da bi se na odru pojavil ob svoji ženi in priljubljenem igralcu Leslieju Banksu. To je bil tudi njegov največji uspeh v karieri. S pisanjem, igranjem in potovanjem po turnejah je nadaljeval vse do svoje nenadne smrti. Umrl je v Parizu za pljučnico.
Njegova hčerka je bila igralka Jill Esmond.
1. 1 2  Henry V. Esmond — 2010.
2. ↑  Lundy D. R. The Peerage